# Ван Бюрен, Ханна
Ханна Хоэс Ван Бюрен (англ. Hannah Hoes Van Buren), урождённая Хоэс (англ. Hoes); 8 марта 1783 — 5 февраля 1819) — супруга восьмого президента США Мартина Ван Бюрена.

## Биография
Ханна Хоэс родилась в семье Йоханнеса Дирксена Хоэса (1753—1789) и Марии Квакенбуш (1754—1852), которые были нидерландского происхождения. Она обучалась в местной школе Киндерхука, у мастера Вроу Ланге. Как и Мартин, она воспитывалась в нидерландской семье и в дальнейшем так и не избавилась от выраженного голландского акцента.
Мартин, 24 года, и Ханна, 23 года, поженились 21 февраля 1807 года в доме сестры невесты в городе Катскилле в штате Нью-Йорк. Они были знакомы с детства. Ван Бюрен была свойственна скромность. Мартин называл свою голубоглазую невесту «Янече», голландской уменьшительной формой имени Йоханна.
У супругов Ван Бюрен было пятеро детей:
- Абрахам Ван Бюрен (1807—1873), ставший майором американской армии.
- Джон Ван Бюрен (1810—1866), ставший юристом и политиком.
- Мартин Ван Бюрен — младший (1812—1855) — политический помощник своего отца, позже составивший его мемуары.
- Винфилд Скотт Ван Бюрен (родился и умер в 1814 году).
- Смит Томпсон Ван Бюрен (1817—1876) — политический помощник своего отца, позже редактировавший работы Ван Бюрена. Его второй женой была племянница Вашингтона Ирвинга.

После двенадцати лет брака миссис Ван Бюрен заразилась туберкулёзом и умерла 5 февраля 1819 года в возрасте 35 лет.
Овдовев, Мартин Ван Бюрен больше не женился и был одним из немногих президентов США, не состоявших в браке во время нахождения на этой должности. Его невестка Анджелика Синглтон Ван Бюрен приняла обязанности хозяйки Белого дома и первой леди США после того, как вышла замуж за Абрахама Ван Бюрена в ноябре 1838 года.